# Rombauer Gyula Róbert
Rombauer Gyula Róbert (Névváltozatok: Rombauer Róbert; Robert Julius Rombauer) (Munkács, Magyar Királyság, 1832 — Saint Louis, Missouri, USA, 1925. szeptember 28.) magyar honvéd; ezredes az amerikai polgárháborúban. Polgári tevékenysége: újságíró, lapszerkesztő, adóbizottsági elnök, pénztárnok, iskolaszéki tag.

## Életútja
Rombauer Tivadar és Rombauer Berta legidősebb fia. Az 1848-49-es szabadságharcban apjával és fivéreivel (Rombauer E. Roderick, Rombauer Richárd, Richard elesett 1849-ben a vízaknai ütközetben) együtt ő is honvédként vett részt. A tüzérségnél teljesített szolgálatot, 1849. február 24-én már hadnaggyá léptették elő, a háború végén főhadnaggyá. Róbertet a harctéren elfogta az ellenség és besorozta az osztrák hadseregbe, de anyja közbenjárására sikerült megszöknie. A szabadságharc bukása után az egész családnak menekülnie kellett, Amerikába emigráltak, előbb az apa, majd utána ment felesége négy fiával és három lányával.
Az amerikai polgárháborúban a Rombauer családból minden harcképes férfi (Rombauer Rafael Guidó, Rombauer E. Roderick, Rombauer Gyula Róbert, Rombauer Roland) az unionisták oldalán küzdött. Rombauer Gyula Róbert az első missourii gyalogezred (U. S. Reserve Corps) ezredese volt, majd a délnyugati hadtest harmadik divíziójában a második brigád parancsnokává nevezték ki. Számos ütközetben vett részt. A háború elején ezredével St. Louis és Springfield közt félúton fekvő Rolla (Missouri) város mellé rendelték, hogy őrizze a Pacific vasutat egészen az Osage folyóig. Brigádparancsnokként háromszáz lovasával megakadályozta, hogy a Konföderáció katonái átkeljenek a L'Anguille folyón (Arkansas), az északi seregnek ez lényeges segítséget jelentett.
Az amerikai polgárháború befejezése után St. Louis város közéletében jelentős szerepet töltött be, szerkesztette a New World című lapot, elnöke lett az adóbizottságnak, az Internal Revenue Departmentnek pénztárnokaként működött, s sok éven át tagja volt St. Louis közoktatásügyi tanácsának.
Rombauer Róbert 1890-ben meglátogatta Kossuth Lajost Turinban, hazatérve a St. Louis Republic című lapban nagy feltűnést keltő cikksorozatot írt. Később Kossuth Lajos halálát követően tartott St. Lous-i gyászünnepélyen könnyes szemekkel beszélt arról, hogy amikor Kossuth Lajos koporsóját kivitték a Kerepesi úti temetőbe, akkor gyászukban még az ibolyák is lehajtották fejüket.
A magyarországi közéletet is figyelemmel kísérte, 1894. június 17-én, 64 éves korában hosszú levelet írt a Szabadság (Cleveland (Ohio) című magyar nyelvű lap szerkesztőségébe, amelyben elítélőgeg nyilatkozott a magyarországi nemzetiségi politikáról, többek közt kimondta: "A ki Magyarországon született, az magyar s annak nemcsak teljes joga van magát magyarnak nevezni, de nincs is joga senkinek tőle ezt a nevet megtagadni..."

## Magánélete
Dembinski Henrik honvédtábornagy unokaöccsének, Dembinski Tivadarnak özvegyét, Hogl Emilia Zsófiát vette feleségül 1857. május 2-án, házasságukból három fiúgyermek született, két fiuk, Gyula és Ernő St. Louisban élte felnőtt életét. 1922. május 3-án ünnepelte Rombauer Gyula Róbert és felesége házasságkötésük 65. évfordulóját. Az egész városból, de az ország számos részéből is jókívánságokkal halmozták el őket. Nagyon idősek voltak már, 1923-ban, 94 éves korában Rombauerné meghalt, Rombauer Gyula Róbert 1925-ben követte feleségét. A Bellefontaine temetőben nyugszik felesége mellett St. Louisban.